# Фридрих Прусский (1911—1966)
Фридрих Георг Вильгельм Кристоф Прусский (нем. Friedrich Georg Wilhelm Christoph von Preußen; 19 декабря 1911, Берлин — 20 апреля 1966, Рейнхартсхаузен, Гессен) — принц Прусский, младший из сыновей кронпринца Вильгельма Прусского.

## Биография
Принц Фридрих — четвёртый ребёнок в семье прусского кронпринца Вильгельма и его супруги Цецилии Мекленбург-Шверинской. Первые годы жизни принц Фридрих провёл в Данциге, где его отец до конца 1913 года командовал 1-м лейб-гусарским гвардейским полком. Как и его старшие братья, Фридрих с 1925 года получал юридическое и экономическое образование. Первый государственный экзамен на юриста он сдал в 1936 году в Берлинском университете. До 1937 года проживал с родителями в Потсдаме, а затем переехал в Англию и работал в одном из лондонских банков под именем Джордж Мэнсфилд. С началом войны Фридрих был интернирован и депортирован в Канаду. После вмешательства королевы Марии, чей супруг был крёстным принца Фридриха, ему было разрешено вернуться в Англию.
В июле 1945 года Фридрих женился на леди Бриджид Гиннесс (1920—1995), дочери Руперта Гиннесса, владельца пивоваренных заводов Guinness. Начиная с 1951 года Фридрих использовал своё настоящее имя и именовался Фридрихом, принцем Прусским, проживая в поместье Пэтмор-Холл в Хертфордшире. Будучи владельцем винодельческого хозяйства и отеля Schloss Reinhartshausen в Эрбахе, Фридрих регулярно бывал в Германии. Во время одной из таких поездок 54-летний Фридрих утонул в Рейне и был похоронен на фамильном кладбище в Офицерском садике в замке Гогенцоллерн.

## Потомки
В семье Фридриха Прусского родились:
- Фридрих Николай (род. 1946), женился на Достопочтенной Виктории Люсинде Мэнкрофт (дочь Стормонта Мэнкрофта, 2-го барона Мэнкрофта[англ.]) 27 февраля 1980 года в Лондоне, 4 детей:
  - Беатрис Виктория Прусская (род. 10 февраля 1981 г.)
  - Флоренс Джессика Прусская (род. 28 июля 1983 г.), 10 мая 2014 года вышла замуж за достопочтенного Джеймса Толлемаша, сына Джона Толлемаша, 5-го барона Толлемаша, 1 дочь,
  - Августа Лили Прусская (род. 15 декабря 1986 г.)
  - Фредерик Николас Стормонт Прусский (род. 11 июня 1990 г.), женился  23 мая 2021 года на Матильде Джонсон,
- Андреас (род. 1947), женился на Александре Блаховой 2 января 1979 года, дочери Франтишека Блахо и Власты Докупиловой, 2 детей:
  - Татьяна Бригид Хонор Прусская (род. 16 октября 1980 г.)
  - Фридрих Александр Прусский (род. 28 ноября 1984 г.), женился 27 сентября 2020 г. на Анталии Налл-Кейн, дочери Чарльза Налл-Кейна, 3-го барона Брокета[англ.]
- Виктория (род. 1952), вышла замуж за Филиппа Альфонса Ахаша (род. 25 марта 1945 г.), сына Жана Ахаша и Жаклин Андрие, 3 мая 1976 г. в Олбери в Хартфордшире, 2 детей:
  - Джордж Жан Ахаш (род. 8 июня 1980 г.)
  - Фрэнсис Максимилиан Фредерик Ахаш (род. 30 апреля 1982 г.)
- Антония (род. 1955),  вышла замуж за Чарльза Уэлсли, маркиза Дуро, 5 детей:
  - Артур Джеральд Уэлсли, маркиз Дуро (род. 31 января 1978), женат с 2005 по 2020 гг на бывшей модели и модном стилисте Джемме Кидд (род. 1974), трое детей
  - Леди Хонора Виктория Уэлсли (род. 25 октября 1979), муж с июля 2004 года Орландо Монтегю (род. 1971), младший сын Джона Монтегю, 11-го графа Сэндвича (род. 1943), 2 детей
  - Леди Мэри Луиза Уэлсли (род. 16 декабря 1986)
  - Леди Шарлотта Энн Уэлсли[англ.] (род. 8 октября 1990), учится в Оксфордском университете, 15 июля 2015 года было объявлено о ее помолвке с колумбийским миллиардером Алехандро Санто Доминго[англ.], дядей Татьяны Санто Доминго, жены Андреа Казираги. Они поженились в Испании 28 мая 2016 года недалеко от Гранады, 2 детей.
  - Лорд Фредерик Чарльз Уэлсли (род. 30 сентября 1992), учится в Итонском колледже
- Руперт (род. 1955), 5 января 1982 г. в Лондоне женился на Зибе Растегар-Джавахери (род. 12 декабря 1954 г.) , дочери Мортеза Растегар-Джавахери и Раби Багай-Кермани, 2 детей:
  - Бриджит Элизабет Сорайя Прусская (род. 24 декабря 1983 г.) в Лондоне.
  - Астрид Кэтрин Раби Прусская (род. 16 апреля 1985 г.) в Лондоне